# Сидоренко Сергій Фролович
Сергій Фролович Сидоренко (Сапорай) (21 вересня 1897 — ?) — підполковник Армії УНР.

## Біографія
Народився у с. Герцацьке Новгород-Сіверського повіту Чернігівської губернії. Останнє звання у російській армії — прапорщик.
У 1918 р. перебував у складі Українського Козацтва Чернігівщини. З грудня 1918 р. — командир окремої кінної сотні на Чернігівщині. У 1919 р. — командир сотні у складі кінного дивізіону 2-ї пішої дивізії «Запорізька Січ» Дієвої армії УНР. З січня 1920 р. — помічник командира 2-го кінного полку ім. І. Мазепи 2-ї Волинської стрілецької дивізії Армії УНР.
У 1921 р. та станом на 15 вересня 1922 р. був приділений до штабу 4-ї Київської стрілецької дивізії Армії УНР.
З 1923 р. до 1939 р. жив на еміграції у Каліші.
Станом на 1958 р. мешкав у Новому Ульмі (Німеччина).
Подальша доля невідома.